# Hans Füsser
Hans Füsser (* 19. August 1898 in Düsseldorf; † 30. Januar 1959 ebenda) war ein deutscher Illustrator, Karikaturist und Comiczeichner.

## Leben und Wirken
Nach dem Ersten Weltkrieg studierte Füsser an der Kunstakademie Düsseldorf und schloss sich der Künstlervereinigung Junges Rheinland an. Von den 1920er-Jahren bis in die 1940er-Jahre fertigte er für die im Verlagshaus Girardet erscheinende Wochenschau Illustrationen und (auch politische) Karikaturen an; in dieser Zeit entwickelte er auch eine kurzlebige Comicfigur namens Pröppken Schick. Um 1935 illustrierte Füsser Theo Rauschs Die drei frohen Gesellen mit der Laterna magica; laut Andreas C. Knigge eines der wenigen Beispiele für Bücher, „die nicht von nationalsozialistischer Ideologie durchtränkt“ seien. Ende der 1930er-Jahre zog er zusammen mit seiner Frau Lilo, die ebenfalls Künstlerin war, nach Hinsbeck-Hombergen in eine Künstlerkolonie, der unter anderem auch Jupp Rübsam angehörte.
Zwischen 1946 und 1950 zeichnete Füsser zahlreiche Beschäftigungs-, Märchen- und Bilderbücher, von denen Heinz und Inge. Ein Bilderbuch vom Leben auf dem Land in mehreren Auflagen erschien. 1948 veröffentlichte der Bildbuchverlag Hartmann & Co. unter dem Titel Jackel und Bastel zwei von Füsser gezeichnete und getextete Comics. 1951 übernahm er einen Comicstrip in der Zeitschrift Canterbumm, der vor dem Zweiten Weltkrieg von Emmerich Huber entwickelt wurde.
Zu den weiteren Arbeiten Füssers zählen Wandmalereien und Glasfenster sowie Gebrauchsgraphiken für die Firma Rokal.
Füsser starb im Januar 1959 an den Folgen eines Sturzes, nachdem er beim Dekorieren eines Wagens für den Düsseldorfer Karneval von einer Leiter gefallen war.